# Piragüisme als Jocs Olímpics d'estiu de 1968
Als Jocs Olímpics d'Estiu de 1968 celebrats a Ciutat de Mèxic (Mèxic) es disputaren set proves de piragüisme, 5 en categoria masculina i 2 en categoria femenina. La competició se celebrà entre els dies 23 i 26 d'octubre de 1968 al Llac Xochimilco.
Hi participaren un total de 184 piragüistes, entre ells 155 homes i 29 dones, de 27 comitès nacionals diferents.

## Resum de medalles

### Categoria masculina
| Prova                   | Or                                                               | Argent                                                                    | Bronze                                                               |
| C-1 1000 metres Detalls | Tibor Tatai                                                      | Detlef Lewe                                                               | Vitali Gàlkov                                                        |
| C-2 1000 metres Detalls | Ivan Patzaichin · Serghei Covaliov                               | HongriaTamás Wichmann · Gyula Petrikovics                                 | Unió SovièticaNaüm Prókupets · Mikhaïl Zamotin                       |
| K-1 1000 metres Detalls | Mihály Hesz                                                      | Aleksandr Xaparenko                                                       | Erik Hansen                                                          |
| K-2 1000 metres Detalls | Unió SovièticaAleksandr Xaparenko · Vladímir Morózov             | HongriaCsaba Giczi · István Timar                                         | ÀustriaGerhard Seibold · Günther Pfaff                               |
| K-4 1000 metres Detalls | NoruegaSteinar Amundsen · Tore Berger · Egil Søby · Jan Johansen | RomaniaAnton Calenic · Haralambie Ivanov · Dimitrie Ivanov · Mihai Turcas | HongriaCsaba Giczi · Imre Szöllösi · István Timár · István Csizmadia |

### Categoria femenina
| Prova                  | Or                                       | Argent                                 | Bronze                                              |
| K-1 500 metres Detalls | Liudmila Pinàieva                        | Renate Breuer                          | Viorica Dumitru                                     |
| K-2 500 metres Detalls | RFAAnnemarie Zimmermann · Roswitha Esser | HongriaAnna Pfeffer · Katalin Rozsnyói | Unió SovièticaLiudmila Pinàieva · Antonina Seredina |

## Medalle r
| Posició | País           | Or | Argent | Bronze | Total |
| 1       | Hongria        | 2  | 3      | 1      | 6     |
| 2       | Unió Soviètica | 2  | 1      | 3      | 6     |
| 3       | RFA            | 1  | 2      | 0      | 3     |
| 4       | Romania        | 1  | 1      | 1      | 3     |
| 5       | Noruega        | 1  | 0      | 0      | 1     |
| 6       | Àustria        | 0  | 0      | 1      | 1     |
| 6       | Dinamarca      | 0  | 0      | 1      | 1     |